# Émile Merwart
Joseph Émile Merwart, né le 4 juin 1869 à Lemberg (Autriche-Hongrie) et mort le 7 septembre 1960 à Paris, est un administrateur colonial français, frère cadet du peintre Paul Merwart.

## Biographie
Durant sa jeunesse universitaire parisienne, il est président de l'Association générale des étudiants de Paris et l'un des organisateurs de la participation remarquée des étudiants à la Mi-Carême 1894. Il défraie à nouveau la chronique en affrontant en duel le polémiste Laurent Tailhade en juillet 1895.
Nommé administrateur des colonies à sa sortie de l'École coloniale en 1895, il est placé hors-cadre pour exercer les fonctions de chef adjoint du cabinet de la Présidence du Conseil de 1896 à 1898. À sa réintégration dans le cadre colonial, il est promu secrétaire général des colonies en 1899 et sert jusqu'en 1903 en Guyane, où il exerce par intérim les fonctions de gouverneur. Il est ensuite en poste en Côte d'Ivoire de 1904 à 1905. Promu au grade de gouverneur des colonies en 1906, il est successivement en fonction en Oubangui-Chari et au Tchad de 1906 à 1909, puis au Dahomey de 1911 à 1912, et enfin en Guadeloupe de 1913 à 1917.
Durant son administration en Guadeloupe, c'est lui qui notamment fixe officiellement en juin 1914 la célébration de la « fête Schœlcher » au 21 juillet, jour de la Saint-Victor et érige le 4 novembre 1916 un monument commémoratif, à Sainte-Marie de Capesterre-Belle-Eau, de l'arrivée de Christophe Colomb sur l'île en 1493.
En 1908, le lieutenant-gouverneur Merwart échappe à une embuscade lors d'une tournée d'inspection à Jakubu au Congo et réussi à gagner les rives de l'Oubangui. 
Admis à faire valoir ses droits à la retraite de haut fonctionnaire colonial en 1918, Émile Merwart exerce ensuite les lucratives fonctions de trésorier payeur à La Réunion de 1918 jusqu'à 1933 au moins. Très actif dans le milieu des sociétés savantes, collectionneur d'art dahoméen, il est également un héraldiste averti, créateur du blason de Cayenne en 1901 puis des armoiries de La Réunion en 1925.
En 1938, le groupe du souvenir de Victor Schœlcher, à l'initiative d'Émile Merwart, demande la translation de son corps au Panthéon. En septembre 1947, il préside le Comité fédéral des originaires d’outre-mer qui a pour objectif d'organiser la commémoration de l’abolition de l’esclavage et plus tard le transfert des cendres de Victor Schœlcher et de Félix Éboué au Panthéon.

## Distinctions
- Commandeur de la Légion d'honneur : 1950

Son nom a été donné à un parcours de randonnée situé sur l'île de Basse-Terre, en Guadeloupe : la trace Merwart.

## Sources
- Dossier de Légion d'honneur d'Émile Merwart